# Graham Leggat
Graham Leggat (Aberdeen, 20 de junio de 1934-29 de agosto de 2015) fue un futbolista británico que jugaba en la demarcación de extremo derecho.

## Biografía
Empezó a formarse como futbolista en el Banks O'Dee FC. Ya en 1953 fichó por el Aberdeen FC, con el que jugó 109 partidos y marcó 64 goles en las cinco temporadas que jugó en el club. Además ganó la Scottish Premiership en 1955 y la Copa de la Liga de Escocia un año después. También jugó para el Fulham FC, con el que fue subcampeón de la Football League Second Division. Además formó parte del Birmingham City FC, Rotherham United FC, Bromsgrove Rovers FC y del Toronto Blizzard de Canadá, equipo en el que se retiró como futbolista en 1971, y al que entrenó tras su retiro por una temporada.
Falleció el 29 de agosto de 2015 en Canadá a los 81 años de edad.

## Selección nacional
Jugó un total de 18 veces con la selección de fútbol de Escocia y marcó ocho goles. Hizo su debut el 14 de abril de 1956 en un partido del British Home Championship contra Inglaterra que finalizó con empate a uno, marcando Leggat el gol de Escocia. Además, tras la convocatoria de Dawson Walker, formó parte del combinado que representó a Escocia en la Copa Mundial de Fútbol de 1958. Su último partido lo jugó el 5 de junio de 1960 contra Hungría en un partido amistoso.

### Participaciones en Copas del Mundo
| Mundial                        | Sede   | Resultado      | Partidos | Goles |
| ------------------------------ | ------ | -------------- | -------- | ----- |
| Copa Mundial de Fútbol de 1958 | Suecia | Fase de grupos | 2        | 0     |

### Goles internacionales
| # | Fecha                  | Estadio                                    | Oponente            | Gol | Resultado | Competición               |
| - | ---------------------- | ------------------------------------------ | ------------------- | --- | --------- | ------------------------- |
| 1 | 14 de abril de 1956    | Hampden Park, Glasgow, Escocia             | Inglaterra          | 1–0 | 1–1       | British Home Championship |
| 2 | 5 de octubre de 1957   | Windsor Park, Belfast, Irlanda del Norte   | Irlanda del Norte   | 1–1 | 1–1       | British Home Championship |
| 3 | 18 de octubre de 1958  | Ninian Park, Cardiff, Gales                | Gales               | 0-1 | 0-3       | British Home Championship |
| 4 | 6 de mayo de 1959      | Hampden Park, Glasgow, Escocia             | Alemania Occidental | 3–1 | 3–2       | Amistoso                  |
| 5 | 27 de mayo de 1959     | Olympisch Stadion, Ámsterdam, Países Bajos | Países Bajos        | 1-2 | 1-2       | Amistoso                  |
| 6 | 3 de octubre de 1959   | Windsor Park, Belfast, Irlanda del Norte   | Irlanda del Norte   | 0-1 | 0-4       | British Home Championship |
| 7 | 4 de noviembre de 1959 | Hampden Park, Glasgow, Escocia             | Gales               | 1–1 | 1–1       | British Home Championship |
| 8 | 19 de abril de 1960    | Hampden Park, Glasgow, Escocia             | Inglaterra          | 1–0 | 1–1       | British Home Championship |

## Clubes

### Como futbolista
| Club                 | País       | Año         | Partidos | Goles |
| -------------------- | ---------- | ----------- | -------- | ----- |
| Aberdeen FC          | Escocia    | 1953 - 1958 | 109      | 64    |
| Fulham FC            | Inglaterra | 1958 - 1966 | 254      | 127   |
| Birmingham City FC   | Inglaterra | 1966 - 1967 | 16       | 3     |
| Rotherham United FC  | Inglaterra | 1968        | 16       | 7     |
| Bromsgrove Rovers FC | Inglaterra | 1970        |          |       |
| Toronto Blizzard     | Canadá     | 1971        |          |       |

### Como entrenador
| Club             | País   | Año         |
| ---------------- | ------ | ----------- |
| Toronto Blizzard | Canadá | 1971 - 1972 |

## Palmarés

### Campeonatos nacionales
| Título                     | Club        | País    | Año  |
| -------------------------- | ----------- | ------- | ---- |
| Scottish Premiership       | Aberdeen FC | Escocia | 1955 |
| Copa de la Liga de Escocia | Aberdeen FC | Escocia | 1956 |